# Machala (canton)
Machala est un canton d'Équateur situé dans la province d'El Oro.